# 基律納機場
基律納機場（瑞典語：Kiruna Flygplats）是一座位於瑞典北方基律納的機場。該機場離市區約10公里，在2011年時服務了164,103名旅客。

## 未來
基律納機場被瑞典政府選中為太空港的重點機場。瑞典太空港公司為瑞典太空事業公司新的投資企業。該機場將是維珍銀河繼美國之後第二個發射基地。

## 航空公司與目的地
| 航空公司                     | 目的地                      |
| ---------------------------- | --------------------------- |
| Jet2.com（LS）               | 季節性：約克夏、曼徹斯特    |
| 挪威航空（DY）               | 斯德哥爾摩                  |
| 北歐航空 （SK） 〔星空聯盟〕 | 斯德哥爾摩 季節性：哥本哈根 |

## 外部連結
维基共享资源上的相關多媒體資源：基律納機場
- 官方网站
- （页面存档备份，存于）